# فيليب دورست
فيليب دورست (بالإنجليزية: Phillip Dorsett)‏ هو لاعب كرة قدم أمريكية أمريكي، ولد في 5 يناير 1993 في فورت لودرديل في الولايات المتحدة.

## وصلات خارجية
- فيليب دورست على موقع الاتحاد الدولي لألعاب القوى (الإنجليزية)
- فيليب دورست على موقع TFRRS.org (الإنجليزية)
- فيليب دورست على موقع مرجع كرة القدم المحترفة.كوم (الإنجليزية)